# Bojové nasazení
Bojové nasazení (v anglickém originále Heartbreak Ridge) je americký válečný film z roku 1986, který režíroval a produkoval Clint Eastwood, který si ve filmu také zahrál. Ve filmu si zahráli Marsha Mason, Everett McGill a Mario Van Peebles, do kin byl ve Spojených státech uveden 5. prosince 1986. Příběh se soustředí na amerického mariňáka před důchodem, který dostane do formy četu nedisciplinovaných mariňáků a vede je během americké invaze na Grenadu v roce 1983.
Název filmu vychází z bitvy o Heartbreak Ridge v korejské válce, v níž byla Eastwoodova postava vyznamenána Medailí cti.

## Děj
Na začátku 80. let se seržant námořní pěchoty Thomas „Tom“ Highway vrací ke svému bývalému útvaru, 2. průzkumnému praporu. Po cestě se setká se „Stitchem“ Jonesem, který ho podvede a nechá ho bez lístku na autobus. Po příjezdu je Highway přidělen k průzkumné četě, které velí major Malcolm Powers, považující Highwaye za zastaralý relikt minulosti. Četa je v dezolátním stavu, ale Highway zavede přísný výcvik, čímž si postupně získá respekt mužů.
Highway se opakovaně střetává s Powersem a seržantem Websterem, kteří odmítají jeho netradiční metody. Powers považuje Highwayovu četu za nástroj pro trénink elitní první čety a snaží se ji ponižovat. Highway však se svými muži pod vedením poručíka Ringa dokáže Powersovy plány překazit. Když četa zjistí, že Highway je držitelem Medaile cti z korejské války, získá k němu ještě větší úctu.
Highway se pokouší znovu navázat vztah se svou exmanželkou Aggie, která pracuje v baru. Přestože jejich manželství skončilo špatně, postupně si k sobě znovu nacházejí cestu. Na vojenském plese, kde si Highway svou medailí získává pozornost, se s Aggie sblíží, ale v tu chvíli přichází rozkaz k okamžitému nasazení.
Průzkumná četa je nasazena do invaze na Grenadu. Highwayova jednotka jako první pronikne na ostrov, kde se dostává do přestřelky s Kubánci. Highway improvizuje a využije buldozer k ochraně čety, což jim umožní zničit nepřátelské kulometné hnízdo. Po úspěšné záchraně amerických studentů se ale dozvídají, že klíčová nepřátelská pozice je stále obsazená Kubánci a bude třeba ji dobýt.
Powers vydá rozkaz postupovat, ale zakáže jakékoli zapojení do boje, dokud nedorazí první četa. Highway a Ring se však dostanou do přímé palby. Při útoku je zabit radista, takže nemohou zavolat leteckou podporu. Jones se snaží opravit telefonní linku, ale ta je přerušena těsně po nahlášení souřadnic. Highway se pokusí označit cíl pro letecký úder, ale je zasažen a padne do bezvědomí. Četa se rozhodne zaútočit, ale v poslední chvíli dorazí letecká podpora a zvrátí průběh bitvy. Ring s Highwayem poté zcela ignorují Powersovy rozkazy, dobývají pozici a zajímají Kubánce.
Powers po boji obviňuje Highwaye z neposlušnosti a chce ho postavit před válečný soud. Přichází však plukovník Meyers, který Powersovi za podkopávání bojového ducha jeho mužů nařídí návrat do podpůrné jednotky, zatímco Highwaye pochválí.
Po návratu do USA četu vítá vojenská kapela. Jones oznámí Highwayovi, že hodlá pokračovat ve službě, zatímco Highway odchází do důchodu. Na tribuně ho čeká Aggie, a společně odcházejí vstříc nové kapitole života.